# Stenhomalus foveipennis
Stenhomalus foveipennis är en skalbaggsart som först beskrevs av Maurice Pic 1950.  Stenhomalus foveipennis ingår i släktet Stenhomalus och familjen långhorningar.
Artens utbredningsområde är Sulawesi. Inga underarter finns listade i Catalogue of Life.